# Who’s That Girl World Tour
Die Who's That Girl World Tour war die zweite Konzert-Tournee von US-Popstar Madonna. Sie startete in Asien und wurde von Nordamerika bis Europa weitergeführt. Sie promotete ihr drittes Studio-Album True Blue. Unter anderem stellte sie Songs wie Open Your Heart, Lucky Star, Like a Virgin und Holiday vor. Es war ihre erste Tournee, die auch in Stadien gespielt wurde.

## Songliste
1. Open Your Heart.[1]
2. Lucky Star
3. True Blue
4. Papa Don’t Preach
5. White Heat
6. Causing a Commotion
7. The Look of Love
8. Medley (Dress You Up / Material Girl / Like a Virgin)
9. Where’s The Party
10. Live to Tell
11. Into the Groove
12. La Isla Bonita
13. Who’s That Girl
14. Holiday

## Vorgruppe
- Level 42

## Tourdaten
| Datum             | Stadt             | Land               | Platz                              |
| ----------------- | ----------------- | ------------------ | ---------------------------------- |
| Asien             |                   |                    |                                    |
| 14. Juni 1987     | Osaka             | Japan              | Osaka-Stadion                      |
| 15. Juni 1987     | Osaka             | Japan              | Osaka-Stadion                      |
| 20. Juni 1987     | Tokio             | Japan              | Kōrakuen-Stadion                   |
| 21. Juni 1987     | Tokio             | Japan              | Kōrakuen-Stadion                   |
| 22. Juni 1987     | Tokio             | Japan              | Kōrakuen-Stadion                   |
| Nordamerika       |                   |                    |                                    |
| 27. Juni 1987     | Miami             | Vereinigte Staaten | Orange Bowl                        |
| 29. Juni 1987     | Atlanta           | Vereinigte Staaten | The Omni                           |
| 2. Juli 1987      | Washington, D.C.  | Vereinigte Staaten | Robert F. Kennedy Memorial Stadium |
| 4. Juli 1987      | Toronto           | Kanada             | CNE Stadium                        |
| 6. Juli 1987      | Montreal          | Kanada             | Montreal Forum                     |
| 7. Juli 1987      | Montreal          | Kanada             | Montreal Forum                     |
| 9. Juli 1987      | Foxborough        | Vereinigte Staaten | Sullivan-Stadion                   |
| 11. Juli 1987     | Philadelphia      | Vereinigte Staaten | Veterans Stadium                   |
| 13. Juli 1987     | New York City     | Vereinigte Staaten | Madison Square Garden              |
| 15. Juli 1987     | Seattle           | Vereinigte Staaten | Kingdome                           |
| 18. Juli 1987     | Anaheim           | Vereinigte Staaten | Anaheim Stadium                    |
| 20. Juli 1987     | Mountain View     | Vereinigte Staaten | Shoreline Amphitheatre             |
| 21. Juli 1987     | Mountain View     | Vereinigte Staaten | Shoreline Amphitheatre             |
| 24. Juli 1987     | Houston           | Vereinigte Staaten | Astrodome                          |
| 26. Juli 1987     | Irving            | Vereinigte Staaten | Texas Stadium                      |
| 29. Juli 1987     | Saint Paul        | Vereinigte Staaten | Saint Paul Civic Center            |
| 31. Juli 1987     | Chicago           | Vereinigte Staaten | Soldier Field                      |
| 2. August 1987    | East Troy         | Vereinigte Staaten | Alpine Valley Music Theatre        |
| 4. August 1987    | Richfield (Ohio)  | Vereinigte Staaten | Richfield Coliseum                 |
| 5. August 1987    | Richfield (Ohio)  | Vereinigte Staaten | Richfield Coliseum                 |
| 7. August 1987    | Pontiac           | Vereinigte Staaten | Pontiac Silverdome                 |
| 9. August 1987    | East Rutherford   | Vereinigte Staaten | Giants Stadium                     |
| Europa            |                   |                    |                                    |
| 15. August 1987   | Leeds             | England            | Roundhay Park                      |
| 18. August 1987   | London            | England            | Wembley-Stadion                    |
| 19. August 1987   | London            | England            | Wembley-Stadion                    |
| 20. August 1987   | London            | England            | Wembley-Stadion                    |
| 21. August 1987   | London            | England            | Wembley-Stadion                    |
| 22. August 1987   | Frankfurt am Main | Deutschland        | Waldstadion                        |
| 25. August 1987   | Rotterdam         | Niederlande        | De Kuip                            |
| 26. August 1987   | Rotterdam         | Niederlande        | De Kuip                            |
| 29. August 1987   | Paris             | Frankreich         | Parc de Sceaux                     |
| 31. August 1987   | Nizza             | Frankreich         | Stade de l'Ouest                   |
| 4. September 1987 | Turin             | Italien            | Olympiastadion Turin               |
| 6. September 1987 | Florenz           | Italien            | Stadio Artemio Franchi             |

## Videoalbum
Das Videoalbum mit dem Namen Ciao Italia: Live from Italy wurde in Italien und in Tokio aufgenommen.

### Chartplatzierungen
| ChartsChartplatzierungen     | Höchstplatzierung | Wochen |
| ---------------------------- | ----------------- | ------ |
| Vereinigtes Königreich (OCC) | 28 (5 Wo.)        | 5      |

### Auszeichnungen für Musikverkäufe
| Land/Region               | Auszeichnungen für Musikverkäufe (Land/Region, Auszeichnung, Verkäufe) | Verkäufe |
| ------------------------- | ---------------------------------------------------------------------- | -------- |
| Vereinigte Staaten (RIAA) | Platin                                                                 | 100.000  |
| Insgesamt                 | 1× Platin ·                                                            | 100.000  |

Hauptartikel: Madonna (Künstlerin)/Auszeichnungen für Musikverkäufe